# Пицилити (Изернија)
Пицилити је насеље у Италији у округу Изернија, региону Молизе.
Према процени из 2011. у насељу је живело 49 становника. Насеље се налази на надморској висини од 637 м.